# جرج دانینگ
جرج دانینگ (انگلیسی: George Dunning؛ ‏ ۱۷ نوامبر ۱۹۲۰ – ۱۵ فوریهٔ ۱۹۷۹) کارگردان و پویانما اهل کانادا بود. and developed his skills at animating articulated, painted, metal cut-outs.
از آثاری که وی در آن‌ها نقش داشته است، می‌توان به انیمیشن زیردریایی زرد و فیلم سینمایی تیری در تاریکی اشاره نمود.